# Mr. 히치 - 당신을 위한 데이트 코치
《Mr. 히치 - 당신을 위한 데이트 코치》(영어: Hitch)는 미국에서 제작된 앤디 테넌트 감독의 2005년 로맨틱 코미디 영화이다. 윌 스미스 등이 출연하고, 제임스 래시터 등이 제작에 참여하였다.

## 줄거리
앨릭스 "히치" 히천스는 남성들을 좋아하는 여성과 맺어주고 이를 장기 관계로 이어지게 만드는 연애 전문가이다.
앨버트는 자신이 다니는 투자 회사 고객인 유명인 얼레그라를 짝사랑하게 되면서 히치의 서비스를 이용한다. 한편 냉소적인 연예계 기자 세라에게 반한 히치는 본업을 숨기고 일반 자문을 하고 있다고 둘러댄다. 앨버트와 얼레그라가 관계를 진전시켜 나가는 가운데 정작 히치 본인은 기존 수법이 통하지 않는 세라와의 관계에서 어려움을 겪는다.
하루는 여성혐오자 밴스가 세라의 동료이자 절친인 케이시와 원나이트 스탠드를 할 수 있게 도와달라고 요청하자 히치는 이를 거절한다. 그러나 밴스는 케이시가 자신이 히치의 서비스를 이용한 것으로 믿게 만든다.
케이시의 주장을 곧이곧대로 믿고 분노한 세라가 히치의 정체를 밝히는 폭로 기사를 쓰면서 히치는 불명예로 고통받고 얼레그라는 앨버트를 차버리는데...

## 출연
- 윌 스미스 - 앨릭스 "히치" 히천스 역
- 에바 멘데스 - 세라 밀러스 역
- 케빈 제임스 - 앨버트 브레너먼 역
- 앰버 벌레타 - 얼레그라 콜 역
- 줄리 앤 에머리 - 케이시 세지윅 역
- 필립 보스코 - 오브라이언 씨 역
- 애덤 아킨 - 맥스 역
- 애덤 러페브러 - 스피드 데이트 진행자 역
- 로빈 리 - 크레시다 베일러 역
- 네이선 리 그레이엄 - 제프 역
- 마이클 래퍼포트 - 벤 역
- 제프리 도너번 - 밴스 먼슨 역
- 폴라 패튼 - 맨디 역
- 몰릭 팬촐리 - 라울 역
- 케빈 서스먼 - 닐 역
- 아토 에산도 - 태니스 역
- 레인 피닉스 - 케이트 역

## 기타 제작진
- 배역: 캐슬린 쇼팬
- 미술: 제인 머스키
- 의상: 말린 스튜어트